# Adam Sedgwick
Pour les articles homonymes, voir Sedgwick.
Adam Sedgwick (né à Dent le 22 mars 1785 et mort à  Cambridge le 27 janvier 1873), géologue britannique, est un des fondateurs de la géologie moderne. Il étudie les couches géologiques composant le Dévonien puis plus tard celles du Cambrien.

## Biographie
Adam Sedgwick est né à Dent dans le comté de Yorkshire, troisième enfant d'un vicaire Anglican. Il effectue ses études au Trinity College à Cambridge. Il est nommé professeur de géologie à Cambridge en 1818.
Sa classification de certaines couches géologiques dans le Cambrien est contestée par son ami et collaborateur Roderick Murchison qui, lui, les considère comme une partie du Silurien. Charles Lapworth en 1879 règle le conflit en créant un nouveau système, l'Ordovicien, pour ces strates géologiques.
Charles Darwin est un de ses élèves et ils continuent de correspondre par lettres. Bien que Sedgwick n'accepte pas les idées contenues dans L'Origine des espèces de Darwin, ils restent amis jusqu'à la mort de Sedgwick malgré leurs divergences d'opinion.
Il reçoit la plus haute distinction de la Royal Society, la médaille Copley, en 1863 ainsi que la médaille Wollaston de la Geological Society of London en 1851.
Adam Sedgwick est à l'origine des termes : paléozoïque, mésozoïque et cénozoïque.